# Dryopteris anadroma
Dryopteris anadroma är en träjonväxtart som beskrevs av Yukiya Mitsuta. Dryopteris anadroma ingår i släktet Dryopteris och familjen Dryopteridaceae. Inga underarter finns listade.